# 20. dynastie
20. dynastie (někdy též označovaná jako dynastie ramessovská nebo doba ramessovská) je jednou ze staroegyptských královských dynastií řazených egyptology do historického období označovaného jako Nová říše. Vládla přibližně v letech 1190–1077 př. n. l. po jejím zániku následuje tzv. Třetí přechodná doba.
Nástupu prvního krále 20. dynastie Setnachta předcházelo období slabých vlád, jimiž byl charakterizován závěr předchozí 19. dynastie. Setnacht je ve svých nápisech charakterizuje jako období všeobecného chaosu a bezvládí a zdá se, že v tomto případě nejde o popis zcela nadsazený. Jeho nástupci Ramessi III. se sice podařilo odrazit útok tzv. mořských národů a udržet moc Egypta nad některými územími v Syropalestině, nicméně jeho dlouhá vláda při stávajícím nástupnickém systému vedla ke znefunkčnění politické role dynastie s rušivým dopadem na administrativní systém. Nicméně z počátku byla jeho vláda úspěšná v nastolení stability a relativní moci říše směrem do Syropalestiny a na jihu do Núbie. Dařila se obnova zavlažovacího systému a pokračovala rozsáhlá výstavba chrámů v Karnaku. Avšak závěr jeho vlády byl opět poznamenán hospodářskou krizí a všeobecně panující korupcí. To vedlo k postupné ztrátě vlivu panovníků na státní správu a k vleklému úpadku donucovací schopnosti dvora ve vztahu k jiným mocenským centrům, zejména vrstvy chrámových kněží a nomarchů. Tyto procesy se prohlubovaly i za doby panování dalších faraonů a v podstatě byly dovršeny za vlády Ramesse IX., který již vládl jen z města Džanet. Egypt ztratil vládu v Palestině i Núbii a opět se mocensky rozdělil na Horní (jižní část Egypta přibližně od města Mennofer) a Dolní Egypt (severní část v povodí Nilu a jeho delty).

## Panovníci

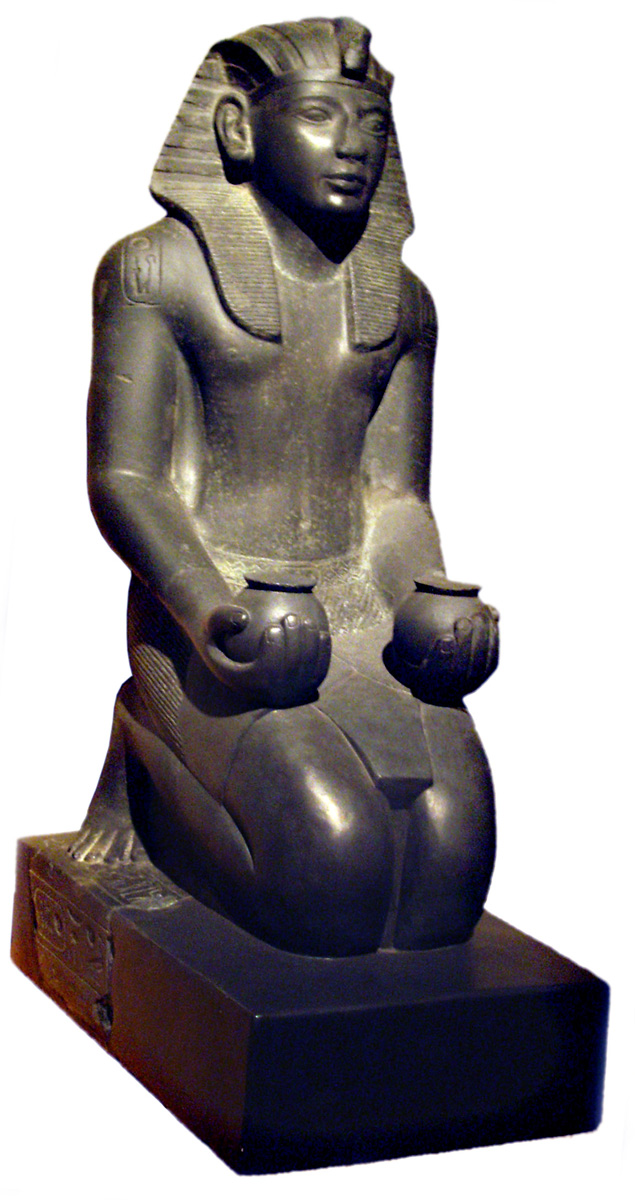
Ramesse IV. obětuje bohu

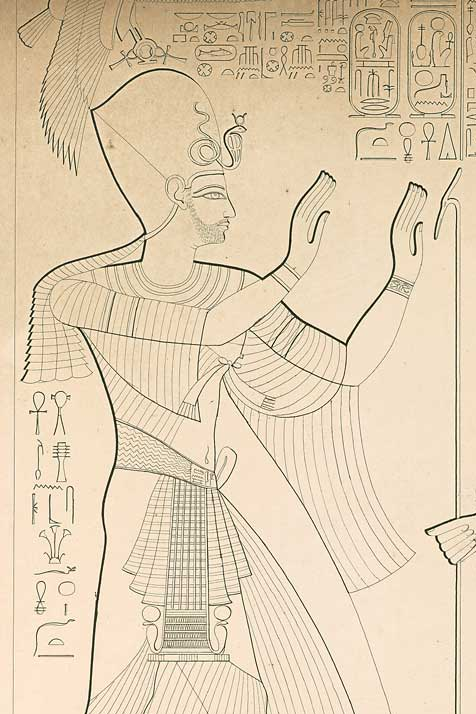
Ramesse IX. kresba reliéfu v hrobce KV6

| N5 | C12 | C7 | D40 · N36 | D21 · D21 |

| N5 | C12 | C7 | D40 · N36 | D21 · D21 |

| C1 | ms | z · z | HqA | q | iwn |

| C1 | ms | z · z | HqA | q | iwn |

| U6 | C12 | C2 | F31 | O34 · O34 | N5 | S38 | C10 |

| U6 | C12 | C2 | F31 | O34 · O34 | N5 | S38 | C10 |

| N5 | C2 | C12 | N36 · f | s | F31 | M23 |

| N5 | C2 | C12 | N36 · f | s | F31 | M23 |

| C12 | N5 | F31 | S29 | S29 | R8 | S38 | O28 |

| C12 | N5 | F31 | S29 | S29 | R8 | S38 | O28 |

| N5 | C12 | F31 | O34 · O34 | M17 | X1 | R8 | S38 | O28 |

| N5 | C12 | F31 | O34 · O34 | M17 | X1 | R8 | S38 | O28 |

| N5 | C7 | C12 | N36 | F31 | S29 | M23 |

| N5 | C7 | C12 | N36 | F31 | S29 | M23 |

| N28 | C2 | R19 | C12 | N36 | F31 | S29 | M23 | D21 · D21 |

| N28 | C2 | R19 | C12 | N36 | F31 | S29 | M23 | D21 · D21 |

| C2 | C12 | M23 | F31 | S29 |

| C2 | C12 | M23 | F31 | S29 |

| O34 · O34 | F31 | C1 | N28 · R19 | C12 | U6 | D21 · D21 | S38 | R8 | O28 |

| O34 · O34 | F31 | C1 | N28 · R19 | C12 | U6 | D21 · D21 | S38 | R8 | O28 |